# Rikus Spithorst
Rikus Spithorst (Amsterdam, 5 juni 1959) is een Nederlandse belangenbehartiger van reizigers in het openbaar vervoer, sinds 2010 via de Maatschappij voor beter OV.
Spithorst was al op jonge leeftijd gefascineerd door het openbaar vervoer en kwam dan ook al snel terecht bij de Vereniging Reizigers Openbaar Vervoer (ROVER). Uiteindelijk werd hij woordvoerder. Hiernaast bekleedde hij meerdere functies binnen de Amsterdamse afdeling van de Partij van de Arbeid (PvdA).

## Maatschappij voor beter openbaar vervoer
In augustus 2010 richtte Spithorst samen met Bernard de Vries en Trudy Nielsen de Maatschappij voor beter openbaar vervoer op. Deze organisatie heeft, net als ROVER, als doel het verbeteren van het openbaar vervoer.